# Deutsches Stuhlmuseum Eimbeckhausen

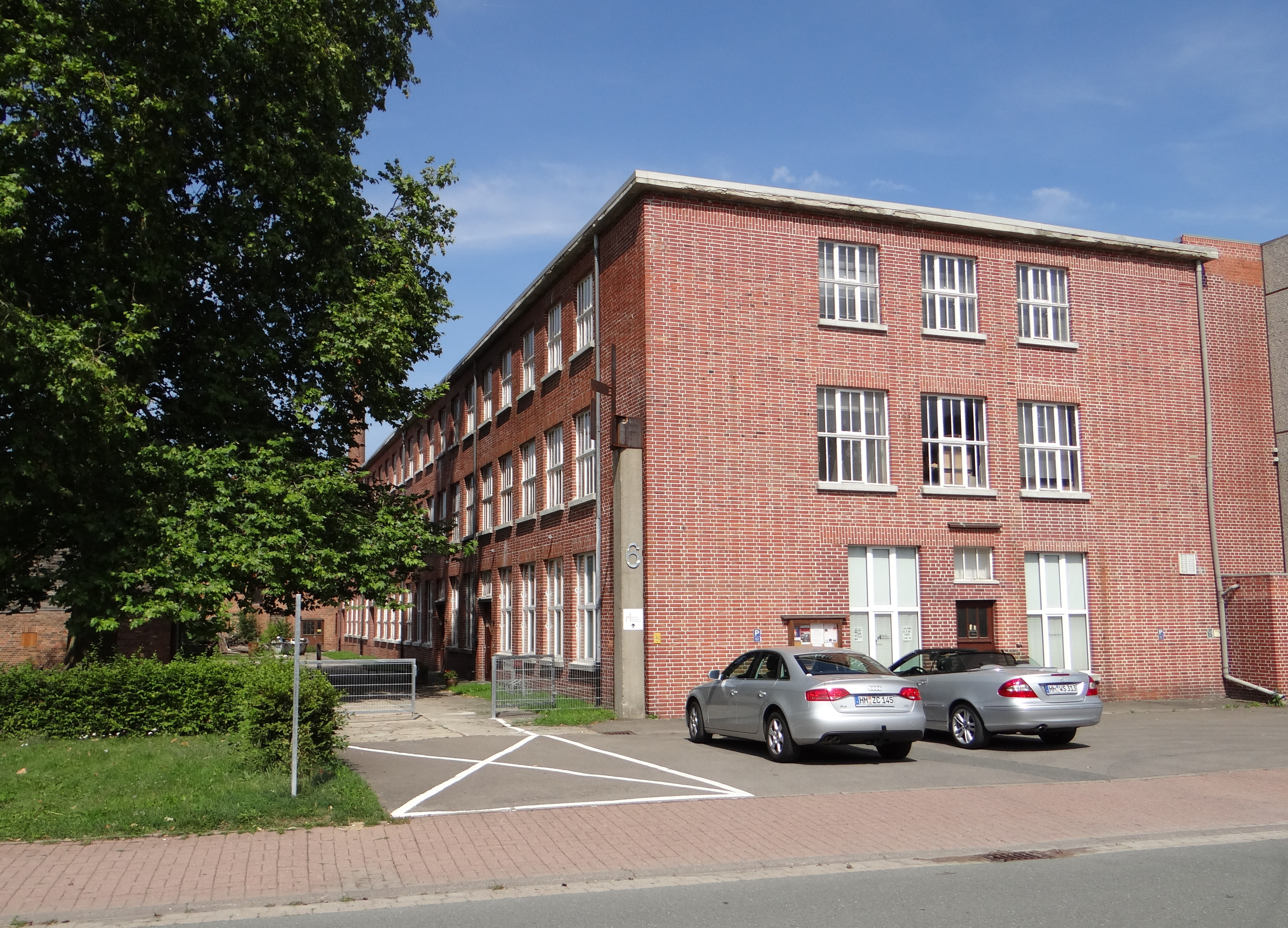
Deutsches Stuhlmuseum

Das Deutsche Stuhlmuseum Eimbeckhausen ist ein Museum in Eimbeckhausen, einem Ortsteil der niedersächsischen Stadt Bad Münder am Deister im Landkreis Hameln-Pyrmont. Es ist dem Sitzmöbel Stuhl gewidmet. 
Das Museum, das seit dem Jahr 2003 im ehemaligen Fabrikgebäude der Firma Wente & Söhne existiert, erinnert an die Stuhlindustrie, die im Jahr 1820 in der Deister-Süntel-Region den Anfang nahm. Zur Zeit der Industrialisierung entstanden hier mehrere Stuhlfabriken; davon ist in Eimbeckhausen nur noch der Büromöbelhersteller Wilkhahn übriggeblieben.
Anhand zahlreicher unterschiedlicher Stühle, Werkzeuge und Schriftstücke wird die regionale Geschichte der fabrikmäßigen Stuhlherstellung und die Arbeit der Stuhltischler, Drechsler, Flechter, Polsterer, Beizer und Polierer dokumentiert.
Eimbeckhausen trägt ein Stuhlsymbol im Wappen; der Ort wird auch als Stuhldorf bezeichnet.

## Sonstiges
In Beverungen im Kreis Höxter in Nordrhein-Westfalen wurde 1979 das Stuhlmuseum Burg Beverungen eröffnet. Seit 2004 befindet es sich in Lauenförde im Landkreis Holzminden in Niedersachsen. Das private Museum trägt seither den Titel Kragstuhlmuseum/Tecta-Archiv Lauenförde. Es zeigt eine umfassende Sammlung zur Geschichte des modernen Möbeldesigns mit dem Schwerpunkt der Entwicklung des Kragstuhls.